# 立教池袋中学校・高等学校
立教池袋中学校・高等学校（りっきょういけぶくろちゅうがっこう・こうとうがっこう）は、東京都豊島区西池袋に所在し、中高一貫教育を提供する私立男子中学校・高等学校。
日本の中等教育を提供する男子ミッション・スクールとしては最も古い。
聖公会の流れを汲み、聖書からの言葉：羅: PRO DEO ET PATRIA「神と国のために」を信条としている。立教学院ではこれを｢普遍的なる真理を探究し、私たちの世界、社会、隣人のために｣ととらえている。
高等学校において、中学校または小学校から入学した内部進学の生徒と高等学校から入学した外部進学の生徒との間で、高等学校第1学年から混合してクラスを編成する併設混合型中高一貫校。

## 概要

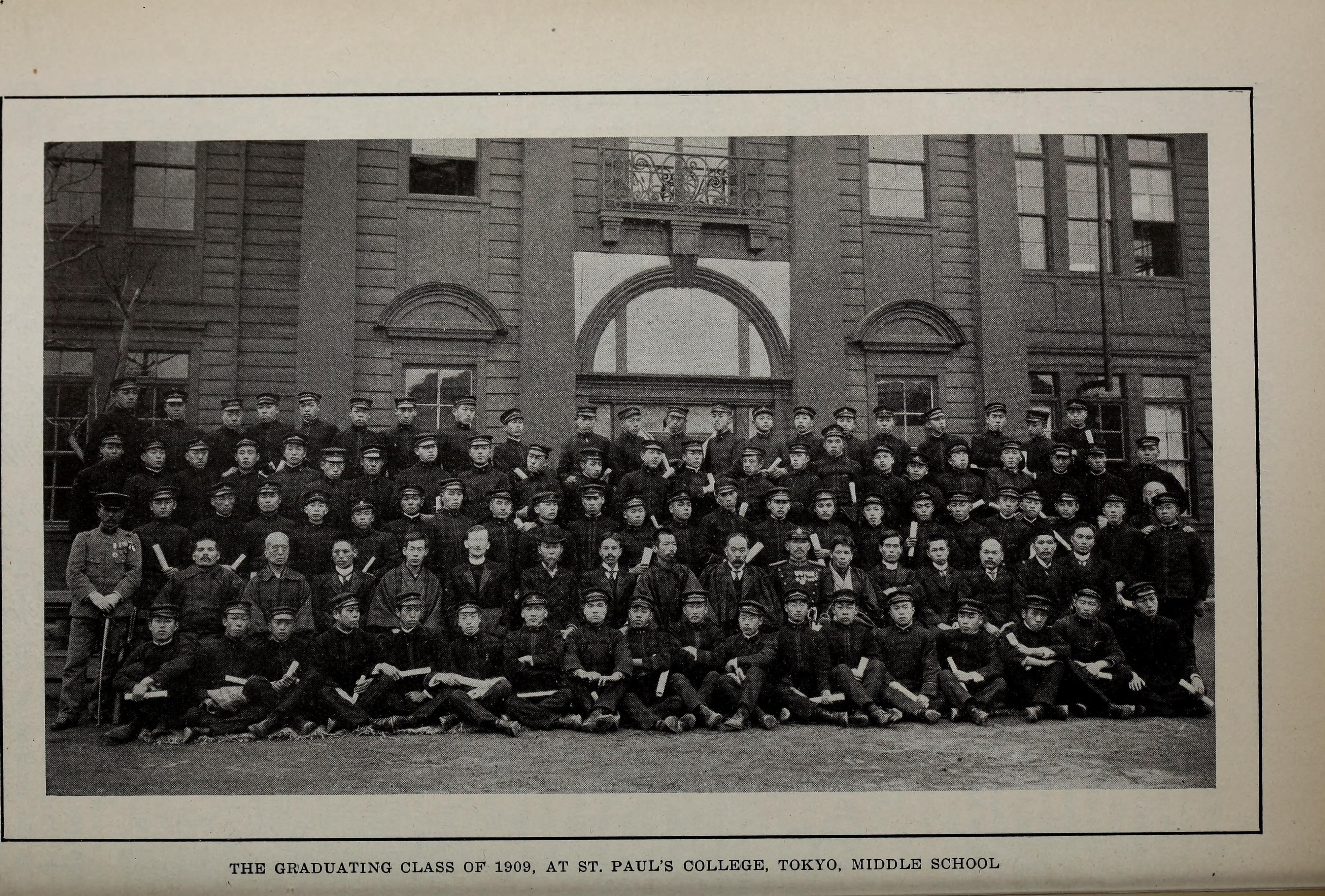
築地校舎（1909年）

米国聖公会の宣教師チャニング・ウィリアムズにより、1874年、築地居留地に「立教学校」が設立される。
1923年（大正12年）、立教中学校（旧制）が関東大震災で校舎焼失のため池袋へ移転。1948年（昭和23年）、新制の小・中・高が池袋に設置される。1960年に高等学校が新座市へ移転する。
所定の推薦要件を満たせば内部推薦により立教大学へ進学することが可能である。
2000年（平成12年）、池袋キャンパスと新座キャンパスのそれぞれで中高一貫教育を開始し、立教中学校は「立教池袋中学校・高等学校」、立教高校は「立教新座中学校・高等学校」となる。

## 沿革
- 1896年（明治29年） - 立教尋常中学校設置。
- 1899年（明治32年） - 中学校令改正により、（旧制）立教中学校に改める。
- 1923年（大正12年） - 関東大震災による校舎焼失に伴い、東京府東京市京橋区築地から東京府北豊島郡西巣鴨町池袋へ移転。
- 1924年（大正13年） - 立教中学校学校市制を制定[5]。
- 1925年（大正14年） - 校舎完成。
- 1948年（昭和23年） - 学制改革に伴い旧制立教中学校廃止。新制立教中学校、立教高等学校を東京都豊島区西池袋に設置。
- 1960年（昭和35年） - 立教高等学校が埼玉県北足立郡新座町（現：新座市）に移転。
- 1975年（昭和50年） - 男子バスケットボール部が全国中学校バスケットボール大会にて準優勝。
- 1999年（平成11年） - 現在の校舎完成。旧校舎跡から明治・大正期のタイムカプセルが発見される[6]。
- 2000年（平成12年） - 立教池袋中学校に改称、立教池袋高等学校を併設。
- 2013年（平成25年）
  - 1月31日 - ポール・ラッシュ・アスレティックセンター竣工。
  - 2月28日 - 新教室棟竣工。

## クラブ活動
学芸部
- 英語部
- 演劇部
- 科学部
- 写真部
- 吹奏楽部
- 生物部
- 聖ポーロ会
- 地歴研究部
- 鉄道研究部
- 天文部
- 美術部
- 文芸部
- 放送研究部
- クワイアー
- 数理研究部
- 新聞部（休部中）

運動部
- 剣道部
- ゴルフ部（休部中）
- サッカー部
- 山岳スキー部
- 水泳部
- 卓球部
- 庭球部
- バスケットボール部
- 野球部
- 陸上競技部
- バレーボール部（休部中）
- 釣同好会

その他
- アコライト・ギルド

## 交通
- 東京メトロ有楽町線・副都心線要町駅 徒歩5分
- JR山手線・埼京線・東武東上線・東京メトロ丸ノ内線 池袋駅 徒歩10分
- 西武池袋線椎名町駅 徒歩10分

## 著名な出身者

### 政治・行政
- 膳桂之助 - 官僚、政治家
- 佐々木清隆 - 財務官僚、初代金融庁総合政策局長、 一橋大学客員教授
- 高品彪 - 日本陸軍中将
- 小野塚勝俊 - 所沢市長、元衆議院議員
- 河上丈太郎 - 元衆議院議員、日本社会党委員長、関西学院教授、立教大学講師、明治学院講師

### 司法
- 木澤克之 - 最高裁判所裁判官、弁護士、元立教大学特任教授

### 実業家
- 前田多門 - ソニー初代社長（東京通信工業）、元文部大臣、元新潟県知事
- 大塚裕司 - 大塚商会社長、日本コンピュータシステム販売店協会名誉会長
- 和田成史 - オービックビジネスコンサルタント創業者、元コンピュータソフトウェア協会会長
- 二木正人 - 二木ゴルフ社長
- 田邊宗英 - 日本テレビ放送網元会長、新東宝社長、よみうりランド社長、後楽園スタヂアム（現：東京ドーム）社長、帝拳プロモーション会長、日本ボクシングコミッション (JBC) 初代コミッショナー、野球殿堂入り
- 村岡四郎 - 京阪電気鉄道元社長、京福電気鉄道会長、勲二等旭日重光章受章
- 西原清顕 - アメリカの農場経営者、テキサス州でアメリカ市民権を得た最初の日本人
- 岩崎福三 - 岩崎産業社長・会長、鹿児島商工会議所名誉会頭、岩崎美術館理事長、旭日中綬章受章

### 研究・教育
- 三辺金蔵 - 経済学者、立教大学総長、慶應義塾大学名誉教授・元経済学部長、千葉商科大学教授・元商経学部長
- 三島徳七 - 金属工学者、MK鋼の発明者、東京大学名誉教授
- 君塚直隆 - 英国史家、関東学院大学教授、国家安全保障会議顧問、サントリー学芸賞
- 大須賀虔 - 民事訴訟法学者、成城大学名誉教授
- 大津由紀雄 - 認知科学者、慶應義塾大学名誉教授
- 吉田甲子太郎 - 英文学者、児童文学者、翻訳家、旧制立教中学校教諭、明治大学教授、明治大学文学部文学科長

### 文学・文芸
- 安住敦 - 俳人
- 逗子八郎（本名：井上司朗）- 歌人、内閣情報部情報官、大蔵省監督官、ニッポン放送の設立に参画
- 谷澤伸幸 - 作家、映画プロデューサー

### 芸術・建築
- 金山平三 - 洋画家
- 観世三郎太 - 観世流シテ方能楽師、27代目、観世会副理事長、観世文庫評議員
- 中原洲一 - 画家 ※中退
- 矢部又吉 - 建築家

### 音楽
- 高橋幸宏 - ミュージシャン

### 芸能
- 三代目市川段四郎 - 歌舞伎俳優
- 五代目河原崎國太郎  - 歌舞伎俳優
- 左卜全 - 俳優 ※中退
- 関口宏 - 司会者、俳優
- 関口知宏 - 俳優
- みのもんた - 司会者
- 浮所飛貴 - タレント（美 少年）
- 広井王子 - マルチクリエイター

### メディア
- 神岡遼 - アナウンサー
- 川端健嗣 - アナウンサー
- 中山準之助 - アナウンサー
- 深井瞬 - アナウンサー
- 横尾弘一 - ベースボール・ジャーナリスト
- 松本謙一 - 雑誌編集者
- 落合正勝[7] - 服飾評論家

### スポーツ
- 浅沼誉夫 - 草創期の職業野球チーム讀賣巨人軍監督、東京六大学野球リーグ初代首位打者、旧制立教中学校野球部創設者、立教大学野球部の基礎を作った立役者の一人
- 高林恒夫 - 元プロ野球選手
- 横田真人 - 陸上競技選手
- 三竿健斗 - サッカー選手、元日本代表

### その他
- きじまりゅうた - 料理研究家

## 系列校
- 立教大学
- 立教新座中学校・高等学校 - 旧立教高等学校。開校時は本校と同じ池袋にあったが、1960年、埼玉県北足立郡新座町（現：新座市）へ移転。
- 立教小学校
- 学校法人立教女学院